# Marcel Hoffmeier
Marcel Hoffmeier (* 15. Juli 1999 in Geseke) ist ein deutscher Fußballspieler, der beim SC Paderborn 07 unter Vertrag steht. Sein Zwillingsbruder Kevin Hoffmeier spielt ebenfalls Fußball und steht aktuell beim Regionalliga Verein SV Rödinghausen unter Vertrag. 

## Karriere
Hoffmeier begann seine Karriere beim Lippstädter Verein Rot-Weiß Horn und wechselte 2009 in die Jugend des SV Lippstadt 08, wo er zur Saison 2018/19 auch die ersten Einsätze im Herrenbereich in der Regionalliga West und der Oberliga Westfalen absolvierte. Zur Saison 2019/2020 wechselte er zum SC Preußen Münster in die dritte Liga, wo er im Auswärtsspiel beim FSV Zwickau seinen ersten Einsatz im Profifußball hatte. Nach 3 Saisons bei Preußen Münster wechselte er im Sommer 2022 zum SC Paderborn.